# 由仁温泉
由仁温泉（ゆにおんせん）は、北海道夕張郡由仁町にある温泉。ユンニの湯、伏見温泉とも呼ばれる。

## 泉質
- ナトリウム-炭酸水素塩・塩化物泉
  - 源泉温度18℃
  - 源泉は湯船で黒色を呈する
  - 成分総量1455mg

## 温泉街
ゴルフ場に隣接して1軒宿の「ユンニの湯」が存在する。観光案内などには、由仁温泉よりも「ユンニの湯」として紹介されることが多い。他に温泉を用いた施設は存在しない。日帰り入浴も同施設の日帰り受付を利用することになる。周辺にはハーブガーデンが存在する。

## 歴史
温泉は明治時代から利用されていた。現在の施設が開業したのは1993年（平成5年）7月8日である。

## アクセス
- 鉄道 : 室蘭本線由仁駅よりタクシーで約5分。